# Puerto Cortés
Puerto Cortés, prvotno znan kot Puerto de Caballos, je pristaniško mesto in občina na severni karibski obali Hondurasa, tik ob Laguni de Alvarado, severno od San Pedro Sule in vzhodno od Omoe, z naravnim zalivom. Sedanje mesto je bilo ustanovljeno v zgodnjem kolonialnem obdobju. Hitro je raslo v 20. stoletju, zahvaljujoč takratni železnici in pridelavi banan. Po obsegu prometa je pristanišče največje v Srednji Ameriki in 36. največje na svetu. Mesto Puerto Cortés ima 73.150 prebivalcev (ocena 2023).

## Zgodovina
Gil González Dávila je leta 1524 ustanovil mesto in ga imenoval Villa de la Natividad de Nuestra Señora, zdaj znano kot Cieneguita. Leta 1526 je Hernán Cortés prišel kaznovat Gonzáleza Dávilo in ko je iz Mehike prispel na obalo Hondurasa in začel razkladati konje in tovor z ladij, se je več konj utopilo, zato ga je Cortés poimenoval Puerto Caballos. Do leta 1533 je lokalni domorodni vodja, imenovan Çiçumba (ali Çoçumba, ali Socremba ali Joamba – Španci so zabeležili številne različice njegovega imena) uničil mesto in domnevno ujel žensko iz Sevilje v Španiji. Po porazu Çiçumbe leta 1536 s strani Pedra de Alvarada je bilo na južni obali vodnega telesa, znanega kot Laguna de Alvarado, ustanovljeno novo mesto Puerto de Caballos.
Angleži so napadli Puerto Caballos tako kot druge kraje ob honduraški obali. Christopher Newport je za kratek čas zasedel mesto v bitki pri Puerto Caballosu, ki je bila del angleško-španske vojne. Ker je bilo do izgradnje španske utrdbe v Omoi v 18. stoletju ranljivo za pirate, je imelo v 16. in 17. stoletju le malo stalnih prebivalcev. Ljudje so raje prihajali na obalo iz San Pedra, ko je ladja priplula v pristanišče. Leta 1869 se je Puerto Caballos preimenoval v Puerto Cortés v čast Hernánu Cortésu.

### Banane, železnice in razvoj v dvajsetem stoletju
Predlog za izgradnjo medoceanske železnice (Ferrocarril Interoceánico) leta 1850, produkt povpraševanja po prevozu iz Atlantika v Pacifik, ki ga je povzročila zlata mrzlica v Združenih državah leta 1849, se je začel z zasidranjem železnice v Puertu Cortés. Gradnja železniške proge je imela veliko težav. Leta 1876 je predsednik Marco Aurelio Soto nacionaliziral čezoceansko železnico, ki je segala le do San Pedra Sule. Ko je bil leta 1903 dokončan Panamski prekop, je bil alternativni načrt za povezavo obal opuščen. Regija je z gojenjem in izvozom postala zgodnje središče proizvodnje banan v Hondurasu, pristanišče pa je bilo vodilno pri izvozu banan.
V prvi izvozni industriji banan so prevladovali tujci; med prvimi tujci, ki so pridobili državno koncesijo, je bil leta 1902 William Frederick Streich iz Filadelfije. Njegova koncesija je bila v bližini Omoe in obeh bregov reke Cuyamel. Vendar pa je leta 1910 podjetje Cuyamel Fruit Company Samuela Zemurrayja kupilo teh 5000 hektarjev, vendar se je kmalu razširilo, tako z več zemlje kot s političnimi in davčnimi koncesijami, še posebej potem, ko je Zemurray postavil Manuela Bonilla na mesto predsednika z uporabo plačancev, najetih na tem območju in v tujini. Poleg tega, da je Cuyamelu dodelil dodatno zemljišče, se je Bonilla tudi odpovedal davčnim obveznostim družbe. Cuyamel je zgradil pristaniške objekte v Omoi, vendar je začel uporabljati tudi objekte v Puerto Cortésu in jih kmalu prevzel do te mere, da so morali lokalni ladjarji prositi Cuyamela za dovoljenje za uporabo pristanišča. Leta 1918 je Cuyamel zgradil železniški odcep v Puerto Cortés in leta 1920 je pridobil učinkovit nadzor nad nacionalno železnico, s katero in mrežo skrivnih železnic je podjetje učinkovito nadzorovalo ves transport do pristanišča. Ko je Zemurray leta 1929 prodal Cuyamel Fruit podjetju United Fruit, je imelo velikansko podjetje velik vpliv v Puerto Cortésu in v Hondurasu kot celoti.

## Mesto
Prva dva tedna v avgustu Puerto Cortés praznuje svoje lokalne pokroviteljske svečanosti. Zadnji dan (sobota) je znan kot Noche Veneciana ('Beneška noč'). 15. avgust je lokalni praznik v čast Virgen de la Asunción (lokalna zaščitnica Puerto Cortésa).
Septembra 2001 je bil most Laguna de Alvarado obnovljen in slovesno odprt, potem ko je orkan Mitch leta 1998 močno poškodoval stari most, 50 let staro strukturo. Betonski zid, ki obdaja in ščiti del obale v zalivu je bil zgrajen blizu severnega konca mostu. Ta zid je znan kot El Malecón (v španščini za 'Valobran').
Prva štiripasovna avtocesta v Hondurasu je bila odprta leta 1996 in je povezovala Puerto Cortés in mesto San Pedro Sula.

## Morsko pristanišče
Leta 1966 je bila ustanovljena Empresa Nacional Portuaria (nacionalna pristaniška uprava Hondurasa). Leta 1976 je bilo ustanovljeno območje proste trgovine.
Med vsemi svetovnimi morskimi pristanišči, ki izvažajo zabojnike z blagom z namenom v ZDA, je Puerto Cortés 36. po količini.
Zaradi bližine ameriških pristanišč v Mehiškem zalivu in na vzhodni obali ter pristaniške infrastrukture je bil Puerto Cortés vključen v ameriško pobudo za varnost kontejnerjev (CSI), prvo takšno pristanišče v Srednji Ameriki. Decembra 2005 je ameriška vlada podpisala sporazum z vlado Hondurasa in odprla ameriški carinski urad v Puerto Cortésu. V skladu s tem sporazumom vse zabojnike, izvožene iz Puerto Cortésa, ki so namenjeni v katero koli ameriško pristanišče, pregledajo ameriški cariniki v Hondurasu.
Marca 2007 je v okviru pobude Megaport, Ministrstva za energijo Združenih držav Amerike v Puerto Cortésu že namestilo tri RPM (Radiation Portal Monitors) za pregledovanje vseh zabojnikov, namenjenih v ZDA in preverjanje morebitnih nevarnih radioaktivnih groženj. 2. aprila 2007 so RPM začeli delovati.